# Martin Rabanus
Martin Hermann Rabanus (* 2. September 1971 in Fulda) ist ein deutscher Politiker der SPD. Seit 2024 ist er erneut Abgeordneter des Deutschen Bundestags, dem er bereits von 2013 bis 2021 angehörte.

## Familie, Ausbildung und Beruf
In Marbach aufwachsend besuchte Rabanus zunächst die ortsansässige Grundschule in Marbach, später die Rabanus-Maurus-Schule, das Domgymnasium, in Fulda und die Wigbertschule in Hünfeld, welche er jedoch im Sommer 1989 verließ. Nachdem er seinen Zivildienst beim mobilen sozialen Hilfsdienst der Arbeiterwohlfahrt in Wiesbaden absolviert hatte, besuchte er das Marianum in Fulda und machte 1993 dort das Abitur. Daraufhin studierte er Politologie an der Johann Wolfgang Goethe-Universität in Frankfurt am Main und bekam dort im Juli 1998 in diesem Fach den akademischen Diplomgrad verliehen.
Im Jahr 1994 wurde Rabanus Landesgeschäftsführer der Hessischen Schülervertretung. Im selben Jahr begann er seine Arbeit als persönlicher Mitarbeiter von Armin Clauss, Staatsminister a. D., dem damaligen Fraktionsvorsitzenden der SPD im Hessischen Landtag. 1998 wurde er Mitarbeiter, ein Jahr später Referent der SPD-Landtagsfraktion, zuletzt zuständig für die Bereiche Schule und Kultur, Wissenschaft und Kunst. Er war außerdem an der Konzeption, Organisation und Leitung sowie als Teamer an verschiedenen Seminaren beteiligt. Die Tätigkeit beim Hessischen Landtag übte er bis zum Einzug in den Bundestag im Jahr 2013 aus. Nach dem Verlust des Bundestagsmandats nach der Bundestagswahl 2021 war er bis zu seinem Wiedereinzug in den Bundestag im Januar 2024 wieder beim Hessischen Landtag tätig, nun als Leiter des Bereichs Gesundheitsmanagement und Arbeitsschutz.
Rabanus wohnt in Taunusstein, ist verheiratet und Vater zweier Kinder.

## Abgeordneter
Bei den Bundestagswahlen 2005, 2009, 2013, 2017, 2021 und 2025 trat Rabanus jeweils als Direktkandidat im Wahlkreis 178 Rheingau-Taunus – Limburg für das Direktmandat an, unterlag aber jeweils dem CDU-Kandidaten Klaus-Peter Willsch. 2013 zog über Platz 11 der SPD-Landesliste in den deutschen Bundestag ein. Bei der Bundestagswahl 2017 konnte über Listenplatz 8 der SPD-Landesliste erneut in den Bundestag einziehen. Bei der Bundestagswahl 2021 verfehlte er zunächst den erneuten Einzug in den Bundestag, da er weder ein Direktmandat erringen noch über Platz 9 der Landesliste der SPD in den Bundestag einziehen konnte. Er rückte jedoch am 26. Januar 2024 für Kaweh Mansoori in den Bundestag nach. Bei der Bundestagswahl 2025 konnte über Listenplatz 7 der SPD-Landesliste erneut in den Bundestag einziehen.
Rabanus war in der 19. Wahlperiode für die SPD-Bundestagsfraktion ordentliches Mitglied im Ausschuss für Kultur und Medien und zugleich deren kultur- und medienpolitischer Sprecher. Er gehörte als ordentliches Mitglied dem Kuratorium der Bundeszentrale für politische Bildung an. Zudem war er ab 2013 Mitglied im Ausschuss für Bildung, Forschung und Technikfolgenabschätzung. Ab 2013 war er stellvertretendes Mitglied im Unterausschuss Auswärtige Kultur- und Bildungspolitik.
Von 2014 bis März 2018 war Rabanus Sprecher des Netzwerks Berlin, eines reformorientierten Zusammenschlusses von SPD-Politikerinnen und -politikern in der SPD-Bundestagsfraktion. Er ist nach wie vor Vorstandsmitglied im Netzwerk Berlin. Zudem gehörte Rabanus von 2014 bis 2018 dem erweiterten Vorstand der SPD-Bundestagsfraktion an. Ab März 2018 war er Sprecher für Kultur und Medien der SPD-Bundestagsfraktion.

## Kommunalpolitik
Seit der Kommunalwahl 2001 gehört Rabanus dem Kreistag des Rheingau-Taunus-Kreises an. Bis 2016 war er Vorsitzender des Kreisverbandes der SPD. Als Kandidat der SPD bewarb er sich um das Amt des Landrats im Rheingau-Taunus-Kreis, bei der Wahl am 12. März 2023 unterlag er dem CDU-Kandidaten Sandro Zehner.

## Mitgliedschaften
Seit November 2016 war Rabanus bis zur Bundestagswahl 2021 Vorsitzender der „Parlamentariergruppe Südliches Afrika“ (SADC) des Deutschen Bundestages, eines interfraktionellen Zusammenschlusses von Abgeordneten, die sich für die Zusammenarbeit und den Austausch mit den Ländern des Südlichen Afrikas einsetzen. Weiterhin war er als Bundestagsabgeordneter Mitglied in den Parlamentsgruppen „Bahnlärm“ und „Schienenverkehr“. Über seine Funktion als Sprecher für Kultur und Medien der SPD-Bundestagsfraktion war er Mitglied im Vorstand des Kulturforums der Sozialdemokratie, Mitglied im Verwaltungsrat der Deutschen Nationalbibliothek sowie Mitglied im Kuratorium der Stiftung „Haus der Geschichte der Bundesrepublik Deutschland“. Rabanus war zudem Mitglied im Parlamentarischen Beirat für Bevölkerung und Entwicklung der Stiftung Weltbevölkerung sowie der überparteilichen Europa-Union Deutschland, die sich für ein föderales Europa und den europäischen Einigungsprozess einsetzt. Seit Mai 2019 ist er Vorsitzender des Deutschen Volkshochschul-Verbandes.